# En ö i havet
En ö i havet är en ungdomsroman som är skriven av Annika Thor 1996 och utgiven på Bonnier Carlsen Bokförlag. Boken är den första av fyra i bokserien om de två österrikiska krigsbarnen Nelli och Steffi som kommer till Sverige under andra världskriget.

## Handling
En ö i havet handlar om två systrar, 12-åriga Steffi och 8-åriga Nelli, som år 1939 flyr till Sverige och får bo hos två olika fosterfamiljer på en liten ö i Göteborgs skärgård. 
Flickornas föräldrar är kvar hemma i deras hemstad Wien och utsätts där för nazisternas förföljelser, eftersom Tyskland annekterade Österrike i mars 1938 utan något motstånd från österrikarna. Föräldrarna försöker fly till USA medan Steffi och Nelli börjar i den svenska folkskolan. Året därpå går Steffi ut folkskolans årskurs 6 och fortsätter studera på läroverket i Göteborg. Där får hon bo hos en ny familj på veckorna, men åker båt tillbaka till ön på helgerna.

## Utmärkelser och nomineringar
- 1996 belönades boken med BMF-plakettens barnboksplakett.
- Samma år nominerades boken för Augustpriset.
- 1999 fick boken även det internationella priset Deutscher Jugendliteraturpreis
- 2010 belönades boken med det amerikanska priset Batchelder Award

## Böckerna i serien
- 1996 - En ö i havet
- 1997 - Näckrosdammen
- 1998 - Havets djup
- 1999 - Öppet hav

## TV-serie
Boken blev 2003 en TV-serie bestående av åtta delar i regi av Tobias Falk.